# جاكوب بنجامين فيشر
جاكوب بنجامين فيشر (باللاتفية: Jakobs Benjamins Fišers)‏ هو أحيائي لاتيفي، ولد في 13 أكتوبر 1731 في ريغا في لاتفيا، وتوفي في 27 مايو 1793.